# Im Auftrag des Herrn
Im Auftrag des Herrn ('En misión del Señor' en idioma alemán) es el segundo disco en directo del grupo alemán de punk rock Die Toten Hosen. Fue lanzado el 25 de octubre de 1996 por la discográfica JKP, propiedad de la banda. Se grabó durante cuatro conciertos de la gira Ewig währt am längsten de 1996, en el Westfalenhalle de Düsseldorf, la Carl-Diem-Halle de Würzburg, la Deutschlandhalle de Berlín y el Hallenstadion de Zúrich. El título es una referencia a una línea de diálogo de la película de los años 80 The Blues Brothers (en Hispanoamérica titulada Los hermanos Caradura). La frase original, we're on a mission from God, fue traducida como "tenemos una misión divina" en España y "estamos en una misión de Dios" en el doblaje para Hispanoamérica.
De Im Auftrag des Herrn se extrajo un solo sencillo, Alles aus Liebe, que también lo había sido en su versión de estudio del álbum Kauf MICH! (1993). En el álbum aparecen, además de canciones del repertorio de los primeros años de Die Toten Hosen, versiones de las canciones The Passenger de Iggy Pop y Sheena Is a Punk Rocker de los Ramones. También se incluye una peculiar versión del clásico popular cubano Guantanamera en cuyo estribillo se juega con la paronomasia que, en oídos de un no hispanohablante, se forma entre la palabra "guantanamera" y la frase en inglés cunt in the mirror ('coño en el espejo'). El disco termina, como todos los conciertos de Die Toten Hosen desde entonces, con You’ll Never Walk Alone, himno del FC Liverpool, equipo de fútbol del que Campino es fan.
El disco alcanzó la segunda posición en las listas de ventas de Alemania y Suiza, y la tercera en Austria. En 2007 se comercializó una edición remasterizada que incluía como extra la canción Seelentherapie.
El título del disco traducido al español ("En misión del Señor") fue también el nombre dado por Die Toten Hosen a un DVD grabado en directo en Buenos Aires en 2001.

## Lista de canciones
1. Die zehn Gebote ("Los Diez Mandamientos") − 3:58 (música: Rohde / letra: Campino)
2. Niemals einer Meinung ("Nunca de la misma opinión") − 3:43 (Campino)
3. Alles aus Liebe ("Todo por amor") − 4:06 (Campino)
4. Einmal in vier Jahren ("Una vez cada cuatro años") − 2:42 (Breitkopf / Campino)
5. Nichts bleibt für die Ewigkeit ("Nada queda para la eternidad") − 3:34 (v. Holst, Campino / Hanns Christian Müller, v. Holst, Campino)
6. Musterbeispiel ("Muestra") − 2:32 (v. Holst / Campino)
7. Bonnie & Clyde − 3:17 (Breitkopf / Campino)
8. Gewissen ("Seguro") -  2:37 (Breitkopf / Campino)
9. Wünsch Dir was ("Desea algo") − 4:10 (Meurer / Campino)
10. Paradies ("Paraíso") - 3:57 (Campino)
11. The Passenger ("El pasajero") − 3:58  versión de Iggy Pop (Osterberg/Gardiner)
12. Hier kommt Alex ("Aquí viene Alex") − 3:56 (Meurer / Campino)
13. Sheena Is a Punk Rocker ("Sheena es una punk-rockera") − 2:41 versión de los Ramones
14. Guantanamera − 3:21 (Fernández / Campino, Meurer, Breitkopf, Rohde, v. Holst)
15. Zehn kleine Jägermeister ("Diez pequeños Jägermeister") − 3:32 (Rohde / Müller, Campino)
16. Mehr davon ("Más") − 6:47 (v. Holst / Campino)
17. Böser Wolf ("Lobo feroz") − 3:15 (v. Holst / Campino)
18. All die ganzen Jahre ("Todos estos años") − 3:27 (Campino)
19. Testbild ("Carta de ajuste") − 3:16 (Campino)
20. You’ll Never Walk Alone ("Nunca caminarás solo") − 1:13 (Rodgers/Hammerstein)
21. Schönen Gruß, auf Wiederseh’n ("Un saludo, hasta la vista") − 5:11 (Rohde / Campino)

## Vídeo
El lanzamiento de Im Auftrag des Herrn  vino acompañado por el de un vídeo VHS de 108 minutos con prácticamente las mismas canciones. Las grabaciones correspondientes tuvieron lugar en el Europahalle de Karlsruhe, la Carl-Diem-Halle de Würzburg y la Stadthalle de Viena. Fue dirigido por Rudi Dolezal y Hannes Rossacher (DoRo Produktion). Para la grabación se emplearon microcámaras montadas en los clavijeros de las guitarras. En la cinta también hay un pequeño documental sobre la gira. Las canciones extra que aparecen en el vídeo son:
- Liebeslied ("Canción de amor")
- 1000 gute Gründe ("1000 buenos motivos")
- Seelentherapie ("Terapia del alma")
- Der Froschkönig ("El príncipe rana")
- Liebesspieler ("Jugador del amor")
- Bis zum bitteren Ende ("Hasta el amargo final")
- Kölner ("Coloniense") (Parodia de la canción de Herbert Grönemeyer Männer)

Con la remasterización del disco, el vídeo VHS se lanzó al mercado en formato de DVD, a la venta conjuntamente con el DVD de Wir warten auf's Christkind.